# Opius vindex
Opius vindex är en stekelart som beskrevs av Alexander Henry Haliday 1837. Opius vindex ingår i släktet Opius och familjen bracksteklar. Inga underarter finns listade i Catalogue of Life.